# Arany bambuszmaki
Az arany bambuszmaki más néven aranymaki (Hapalemur aureus) az emlősök (Mammalia) osztályába, a főemlősök (Primates) rendjébe és a makifélék (Lemuridae) családjába tartozó faj.

## Rendszerezése
Néhány évvel ezelőttig úgy vélték, a szürke bambuszmakik egyes egyedeinek aranybarna a szőrzete. Az állat kromoszómaállományának 1988-ban végzett elemzése nyomán azonban kiderült, hogy egy új, korábban nem jegyzett fajról van szó.

## Előfordulása
Madagaszkár délkeleti csücskének esőerdejében honos.

## Megjelenése
Testhossza 80 cm körüli, testtömege 1.20-1.60 kg között van, sűrű, tömött szőrzete aranyszínű.

## Életmódja
Az arany bambuszmaki 2-4 egyedből álló csoportokban él. Tápláléka bambuszlevelek.

## Szaporodása
A párzási időszaka nincs dokumentálva. A nőstény október és február között 2 kölyköt hozz világra. A kölykök később az anyaállat hátán "lovagolnak". Az elválasztásra 20 hetesen kerül sor.

## Természetvédelmi állapota
A csekély számú egyedet a kihalás fenyegeti. Az IUCN vörös listáján a végveszélyben lévő kategóriában szerepel.